# Lúcia McCartney
Lúcia McCartney é um livro de contos escrito por Rubem Fonseca e publicado originalmente em 1967. Neste livro, no conto O Caso de F.A, acontece a estreia do detetive Mandrake, que, atualmente, é conhecido como um dos maiores detetives da literatura do Brasil. 

## Sinopse
Os contos reunidos em  no livro, são parecidos com as manchetes de jornais, se assemelhando com a realidade. Neles as ameaças e seduções, as surpresas e a insensatez, cercam os personagens das grandes cidades. 
O livro, tem como protagonista o detetive Mandrake, e seu amigo Leon Wexler. O primeiro conto do livro, apresenta a prostituta Lúcia, conhecida popularmente, como Lúcia McCartney é morta estranhamente. 

## Adaptações

### Cinema
A primeira adaptação do livro foi o filme de 1971, Lúcia McCartney, uma Garota de Programa. O filme conta com nomes como Adriana Prieto e Odete Lara.

### Minissérie
Em 2016, o livro virou uma minissérie no canal de tv a cabo, GNT, com os atores Antônia Morais e Eduardo Moscovis.